# Gadná (Israel)
Gadná (en hebreo: גדנ"ע) es un programa de entrenamiento militar israelí, que prepara a los jóvenes para el servicio militar obligatorio en las Fuerzas de Defensa Israelíes o la Policía Fronteriza. Gadná es un programa de una semana de duración que enseña elementos de disciplina y técnicas militares y que es conducido por soldados de la Brigada Nahal de infantería. Cada año Gadná entrena unos 19.000 jóvenes israelíes, además de numerosos jóvenes de otras nacionalidades.

## Historia

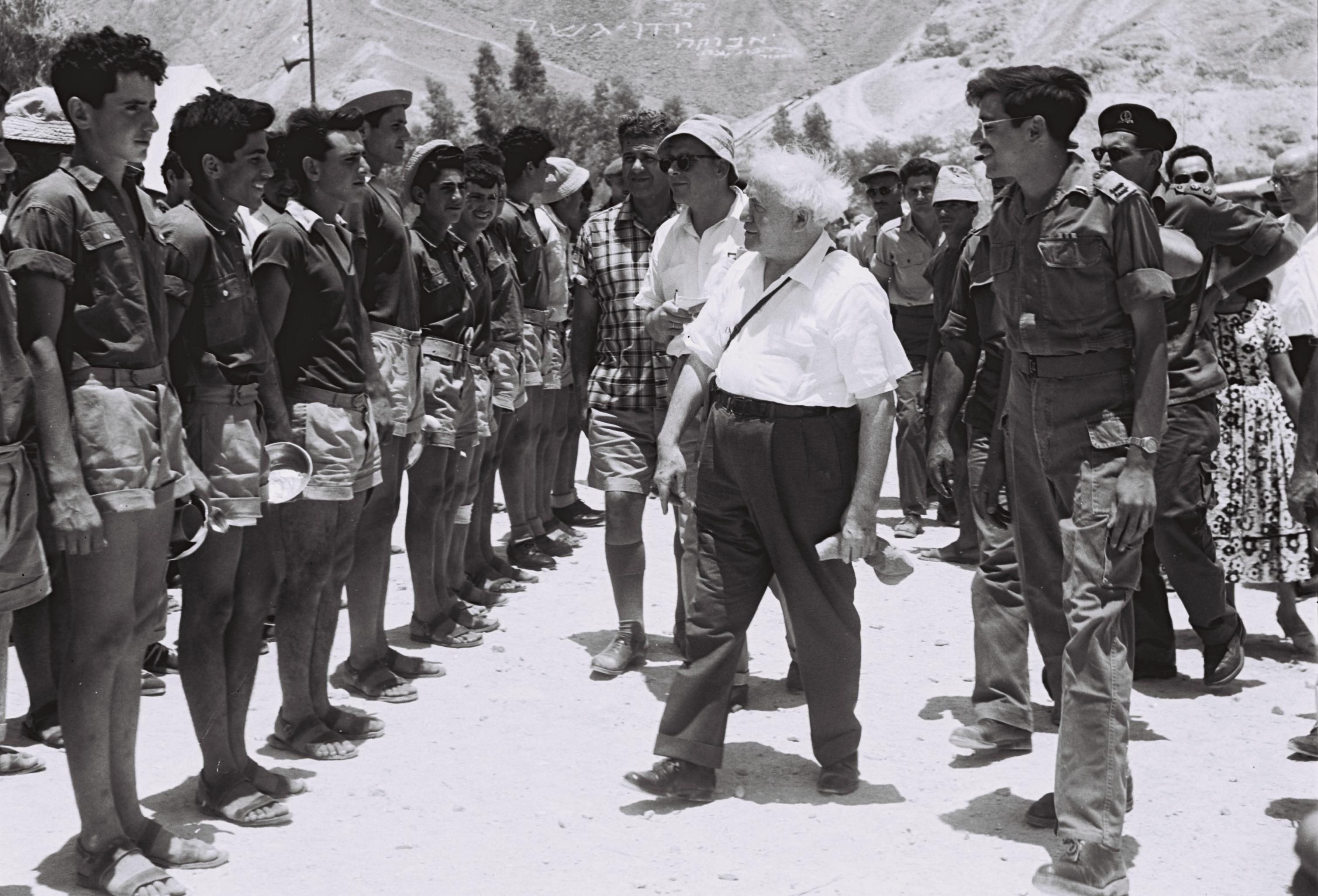
Ben Gurión visitando la base de Gadná en Be'er Ora (1957).

Gadná, acrónimo de Gdudei No'ar («batallones juveniles»; en hebreo: גדודי נוער‎), fue creado con anterioridad a la declaración de independencia de Israel. Los reclutas inicialmente servían como combatientes en todo propósito, participando de forma activa en la guerra árabe-israelí de 1948, especialmente en el frente de Jerusalén.

## Insignias
Los comandantes, sargentos y oficiales usan la boina verde de la brigada de infantería Nahal, pero no llevan el escudo de la brigada en dicha boina, ni la charretera de la Brigada Nahal. En su lugar, llevan el emblema y la charretera del Cuerpo de Educación y Juventud (Education and Youth Corps).
Los comandantes llevan un galón marrón en el brazo izquierdo. A los reclutas de Gadná les son entregados uniformes de adiestramiento y para uso cotidiano, consistentes en camisa, pantalones, un cinturón militar, una cantimplora y un asa para la sujeción de esta. A su llegada, los alumnos reciben unos gorros que deben llevar en todo momento. Las chicas han de ir siempre con el pelo recogido.
Los jóvenes, que viven en tiendas de campaña y barracas, se organizan en escuadrones. Cada escuadrón tiene dos líderes, elegidos por el comandante. El primero en rango es colocado bajo la dependencia directa del oficial asignado a la base, llevando un galón en el brazo izquierdo, o charreteras multicolores a rayas. Si lleva el galón, su charretera es del mismo color que la del resto de su unidad. El de segundo rango es el sargento, que lleva charreteras especiales, normalmente negras, pero no lleva galones.

## Estructura

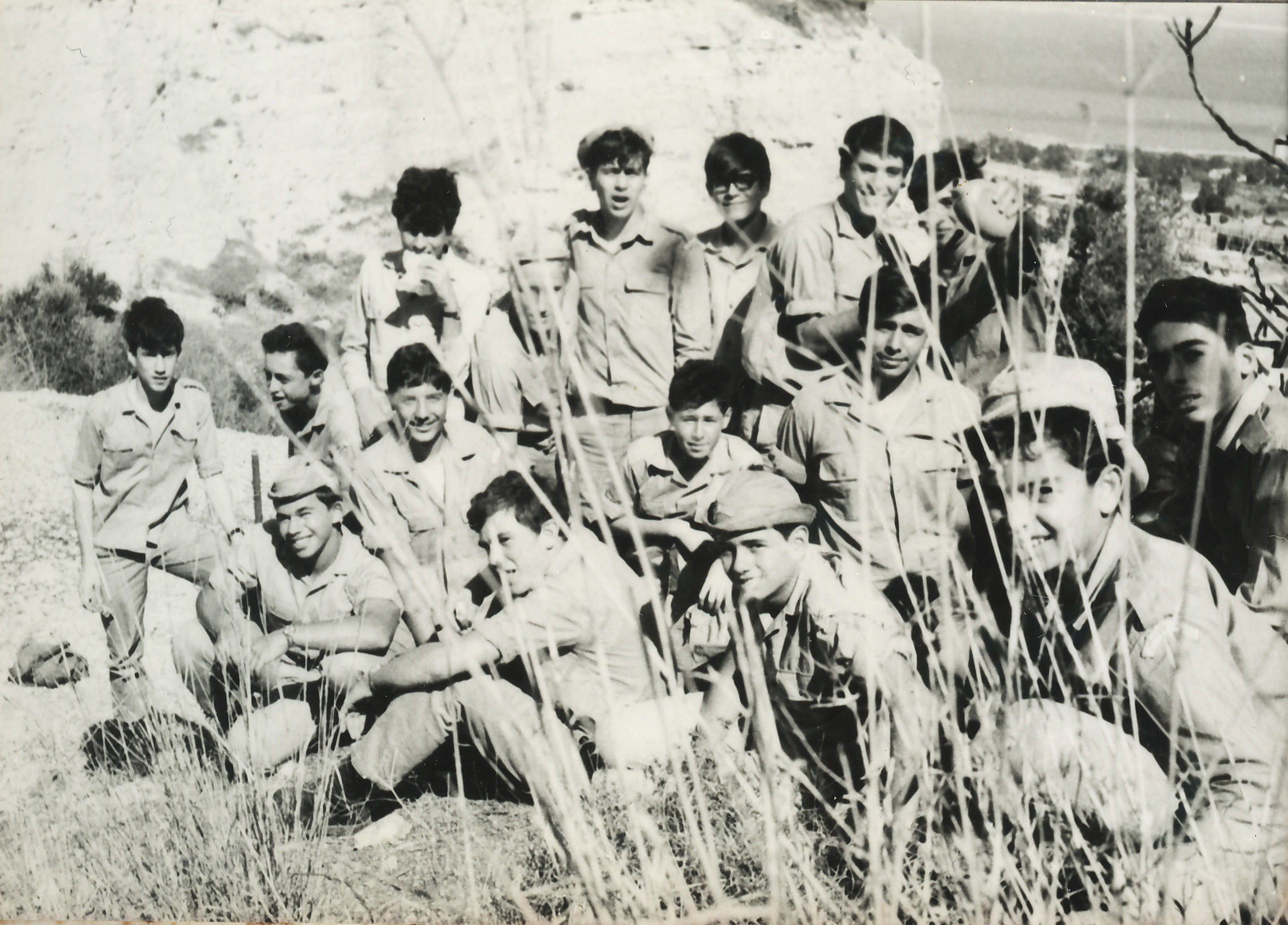
Reclutas de la unidad Gadna. (1969).

El programa Gadná está subordinado a la División Maguén, perteneciente al Cuerpo de Educación y Juventud.

## Bases
Han sido numerosas las bases relacionadas con el programa Gadná a lo largo de los años, aunque, a fecha de 2008, sólo 3 bases de Gadná continuaban operativas:
- Base Gadná de Sde Boker, en el Desierto del Néguev (la mayor).
- Base Gadná de Tzalmon, en la región de la Baja Galilea.
- Base Gadná de Joara, en la Llanura de Manasés (la menor).

Existen planes para actualizar y renovar estas bases, que probablemente sean llevados a cabo antes del año académico 2009–10.

## Vida en Gadna
Pese a que durante la semana de formación del programa tanto jóvenes israelíes como extranjeros siguen el mismo programa, los reclutas israelíes realizan actividades más largas y exigentes, como preparación para su servicio en las Fuerzas de Defensa Israelíes (FDI). Los participantes en Gadná se levantan temprano y se van tarde a la cama. Se forman en el manejo de armas, aprendiendo a desarmar, limpiar y reparar el rifle de asalto M-16. También pasan por un entrenamiento físico y un adoctrinamiento básico. Aprenden sobre la historia de las FDI, con sus grandes batallas y héroes, y toman parte en el mantenimiento de la base, incluyendo la limpieza y la cocina. Igualmente, disparan armas y realizan pequeñas marchas forzadas, dado que las marchas forzadas en plena batalla son muy comunes en todas las unidades de infantería de las FDI.

## Controversias
Pese a que el programa Gadná ha sido tildado de "excesivamente militarista" por ciertos educadores y profesores en Israel, el Cuerpo de Educación y Juventud ha preparado un programa en el que se dejarían entrever valores más militaristas y combatientes dentro de las lecciones, aunque poniendo menos énfasis en el aspecto físico.